# Liga de Socialistas Democráticos
La Liga de Socialistas Democráticos (Bund Demokratischer Sozialisten) es un partido político austríaco antiguamente afiliado con el Movimiento Socialista Mundial '(World Socialist Movement)', que a diferencia de la mayoría de los partidos pertenecientes a ese movimiento, no comenzó como un vástago del Partido Socialista de Gran Bretaña (Socialist Party of Great Britain).
- Datos: Q1005152